# 卡邦波
13°36′S 24°12′E / 13.600°S 24.200°E
卡邦波（英語：Kabompo），是贊比亞的城鎮，位於該國西北部，由西北省負責管轄，是卡邦波縣的首府，處於卡邦波河畔，該城鎮距離首都盧薩卡930公里。